# Вујадин Бошков
Вујадин Бошков (Бегеч, код Новог Сада, 16. мај 1931 — Нови Сад, 27. април 2014) био је српски фудбалер и фудбалски тренер.
Играо је у везном реду. Као играч је одиграо 57 утакмица за југословенску репрезентацију. Највећи успех као тренер доживео је 1990. године када је освојио Куп победника купова са Сампдоријом. Дошао је до финала Купа европских шампиона 1981. са Реал Мадридом и 1992. са Сампдоријом. Осим тога је као тренер освојио првенство Југославије, првенство Шпаније, два пута шпански куп, једном првенство Италије и два пута италијански куп.
Спортски центар у Ветернику крај Новог Сада од 1996. носи његово име.
Преминуо је 27. априла 2014. a сахрањен је три дана касније на гробљу у Бегечу код Новог Сада.

## Детињство
Рођен је у селу Бегеч близу Новог Сада у Бунарској улици од оца Боје сеоског колара и мајке Марије. Вујадин је имао старијег брата који се звао Аца и који је био шест година старији од Вујадина, који је умро веома млад. Такође Вујадин има две млађе сестре сестру Верицу Веру и сестру Даницу Даду која је још жива. Вујадин је завршио трговачку академију.

## Играчка каријера

### Клупска
Бошков је дрес Војводине носио 14 година. Још као 15-годишњак дебитовао је за клуб у коме се афирмисао. Открио га је тренер Бане Секулић. За пуних 14 сезона, све до 1960. године одиграо је чак 512 утакмица у дресу Војводине. Бошков је био у саставу тима који је играо прво финале националног купа у историји, 1951. године против Динама, био је члан екипе која је понела титулу вицешампиона Југославије, 1957. године, и исте године играла финале Средњоевропског купа против Вашаша.
После деценију и по играња у Новом Саду, Бошков се 1961. године преселио у редове италијанске Сампдорије за коју ће остати дуго везан и по завршетку фудбалске каријере. У Ђенови је остао само једну сезону, јер је 1962. прихватио понуду да буде играч и тренер у швајцарској екипи Јанг фелоус из Цириха, у којој је 1964. окончао играчку каријеру.

### Репрезентативна
Бошков је имао сјајну каријеру у дресу репрезентације Југославије, за коју је од 1951. до 1958. године одиграо 57 утакмица. Од тога, забележио је чак 37 узастопних наступа.
За плаве је дебитовао 24. јуна 1951. године у Београду у победи над Швајцарцима у ревијалном дуелу 7:3 (6:1), а опростио се 19. јуна 1958. у поразу од Немаца у Малмеу 0:2, на Светском првенству у Шведској.
Највећи успех забележио је на Олимпијским играма 1952. у Хелсинкију, као узданица чувеног тима који је освојио сребрну медаљу.
Бошков је са плавима учествовао два пута на Светском првенству у Швајцарској, 1954. године и на наредном, 1958. у Шведској.

## Тренерска каријера
Бошков се 1964. вратио у Војводину са којом је у седам успешних година освојио првенство Југославије у сезони 1965/66.
После седам година проведених у Војводини, три године је водио репрезентацију Југославије, до октобра 1973. и ремија без голова са Шпанијом у Загребу. Ипак, плави су се пласирали на „Велтмајстершафт” у Минхен победама над Грчком и чувеним голом Каталинског у „мајсторици” са Шпанцима.
Инострану тренерску каријеру Бошков је почео у Ден Хагу, 1973, с којим је две године касније освојио Куп Холандије. Водио је Фајенорд две године, а затим је прешао у Шпанију, где је сјајним резултатима водио Сарагоcу и тако се препоручио за Реал Мадрид. Са „краљевским клубом” 1980. освојио је „дуплу круну”, и стигао до финала Купа европских шампиона, у којем је изгубио од Ливерпула (0:1). Од Реала се опростио 1982. када је поново освојио „Куп краља” и две године водио Спортинг из Хихона.
Из Шпаније се преселио у Италију, где је 1986. увео Асколи у елиту, а затим је преузео клуб из његових играчких дана, Сампдорију, са којом је освојио италијански куп 1988. и 1989. године, а у финалу Купа победника купова изгубио од Барселоне. Ипак, 1990. Вујке води Сампдорију ка пехару освајача Купа победника купова, а 1991. године Ђеновљане до прве и засада једине титуле првака Италије у историји. Сампдорија је 1992. играла финале Купа европских шампиона, али је опет наишла на Барселону.
Бошкова је пут затим одвео у Рому, са којом је догурао до финала Купа 1993, а затим следе две године на клупи Наполија и сезона у швајцарском Сервету, поново Сампдорији и коначно у Перуђи. Тренерску каријеру Бошков је завршио као селектор СР Југославије, успевши да одведе репрезентацију на Европско првенство 2000. у Белгији и Холандији, на које се наш државни тим пласирао после незаборавних мечева против Хрватске. Бошков је 2001. проглашен за почасног селектора СР Југославије.
У фебруару 2022. године, постхумно је примљен у Кућу славних Калча, по одлуци водећих људи италијанских медија.

## Тренерски успеси

### Војводина
- Првенство Југославије (1): 1965/66.

### Ден Хаг
- Куп Холандије (1): 1974/75.

### Реал Мадрид
- Првенство Шпаније (1): 1979/80.
- Куп Шпаније (2): 1979/80, 1981/82.

### Асколи
- Серија Б (1): 1985/86.

### Сампдорија
- Куп победника купова (1): 1989/90.
- Серија А (1): 1990/91.
- Куп Италије (2): 1987/88, 1988/89.
- Суперкуп Италије (1): 1991.